# Тоганян, Вардан Суренович
Вардан Суренович Тоганян (арм. Վարդան Սուրենի Տողանյան; 8 декабря 1967, Ереван, Армянская ССР, СССР) — армянский дипломат, Чрезвычайный и Полномочный посол Республики Армения в Российской Федерации.

## Библиография

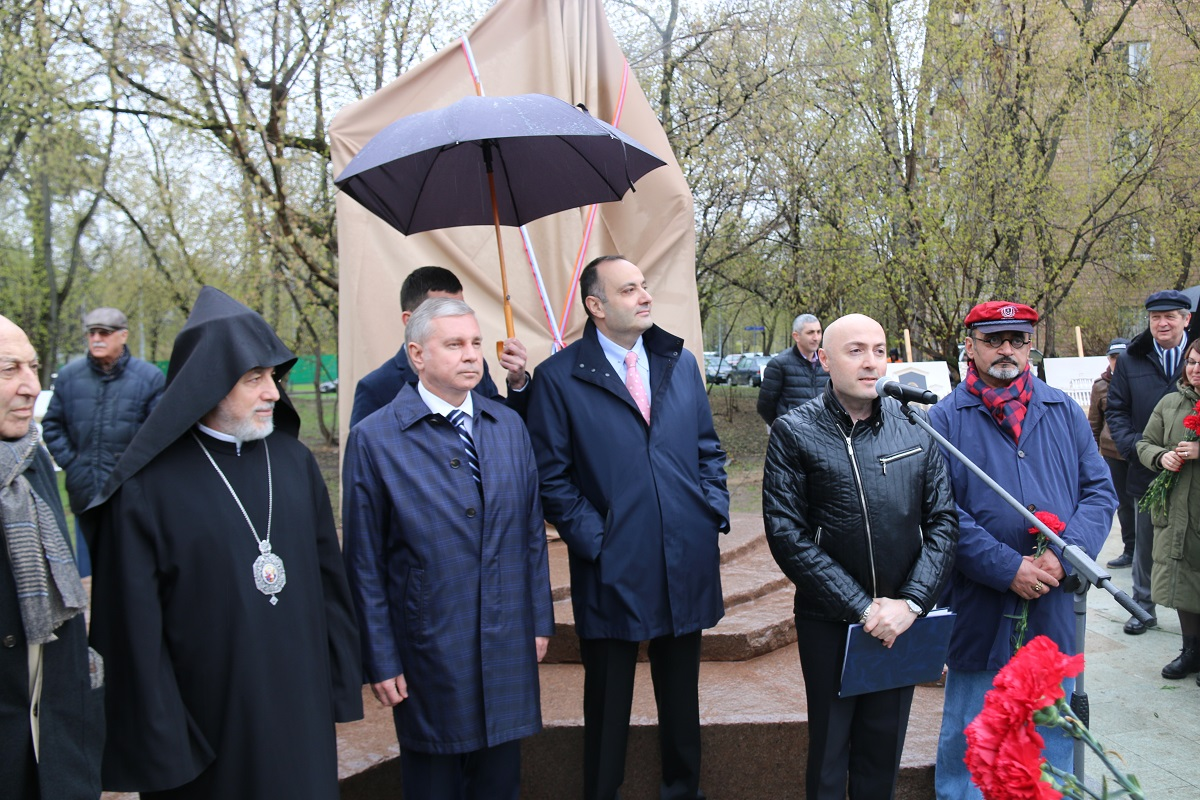
Открытие памятника К. Алабяну в Москве.

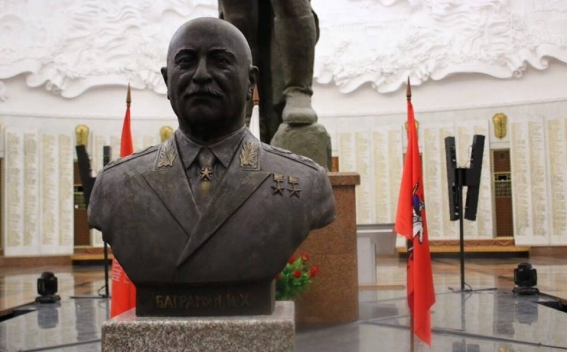
Бюст маршала И. Х. Баграмяна.

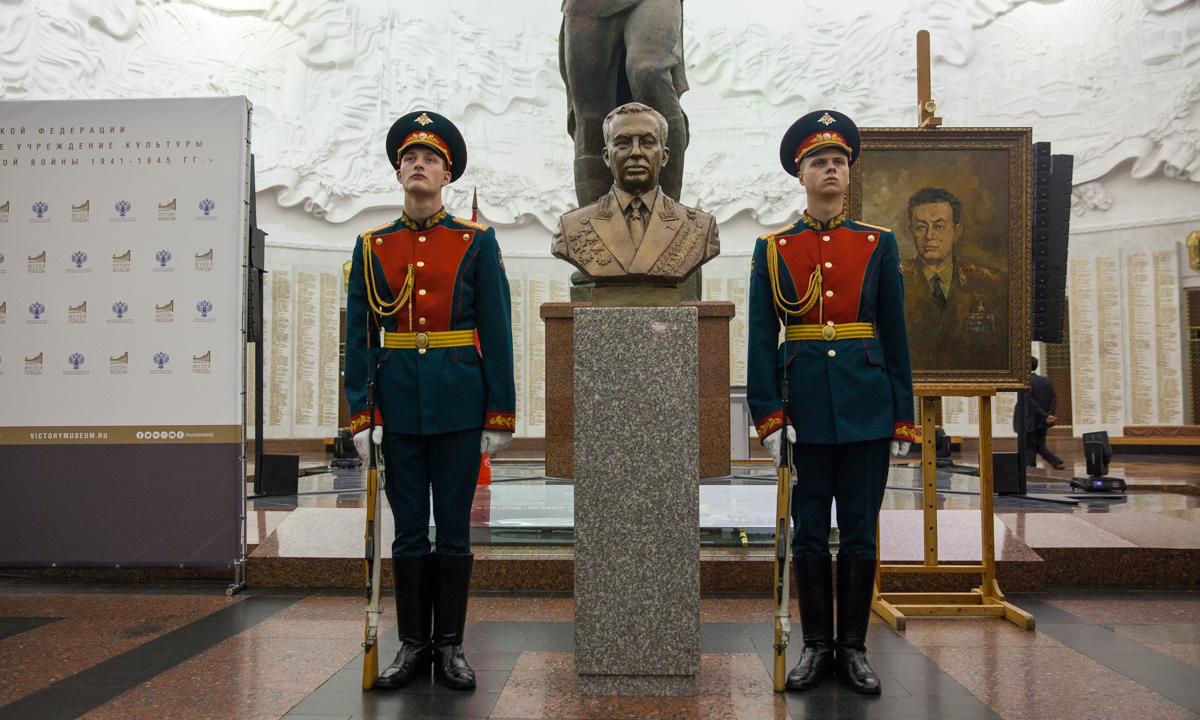
Открытие бюста маршала Амазаспа Бабджаняна в Музее Победы. 2018г.

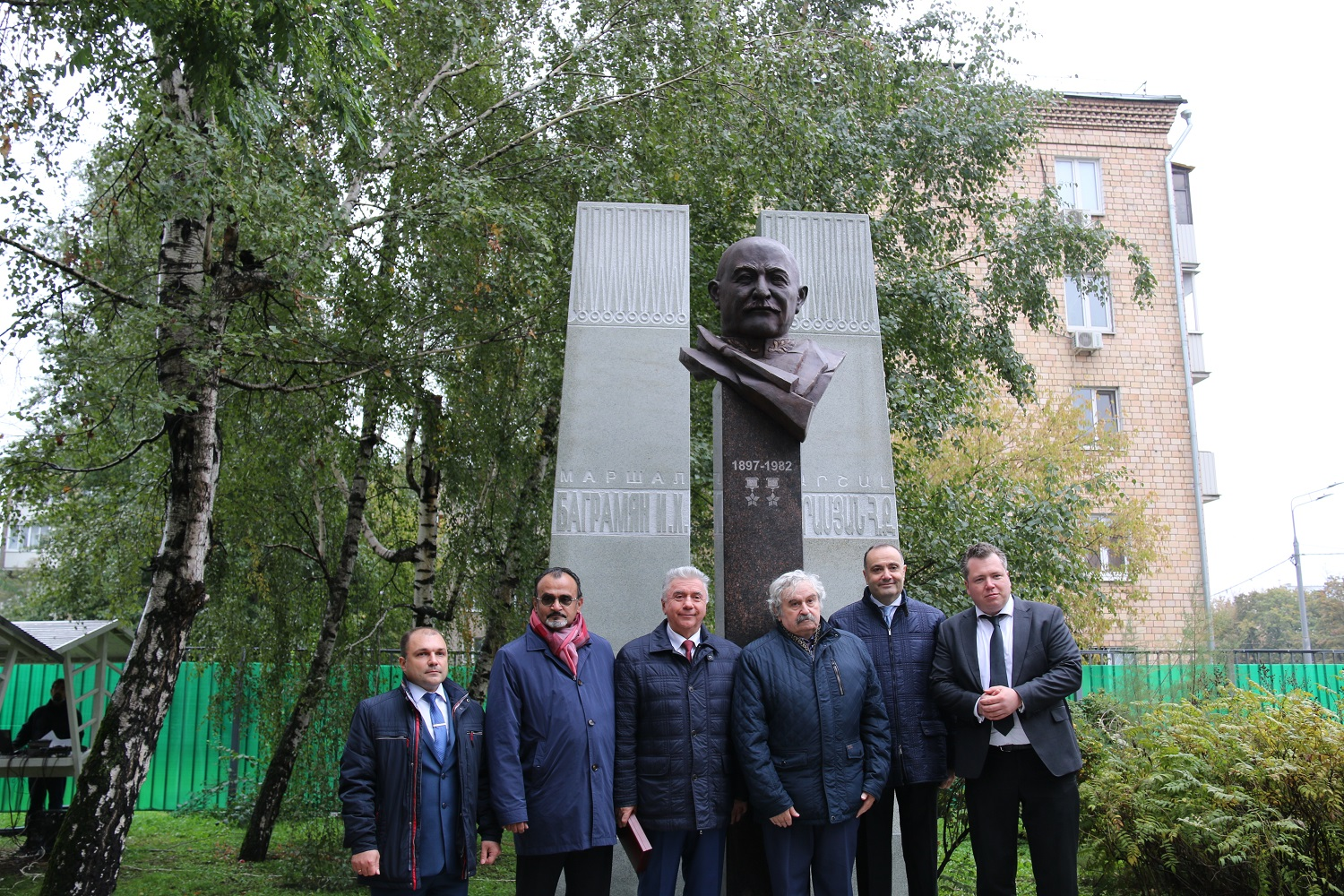
Установка памятника Маршалу Баграмяну в Москве

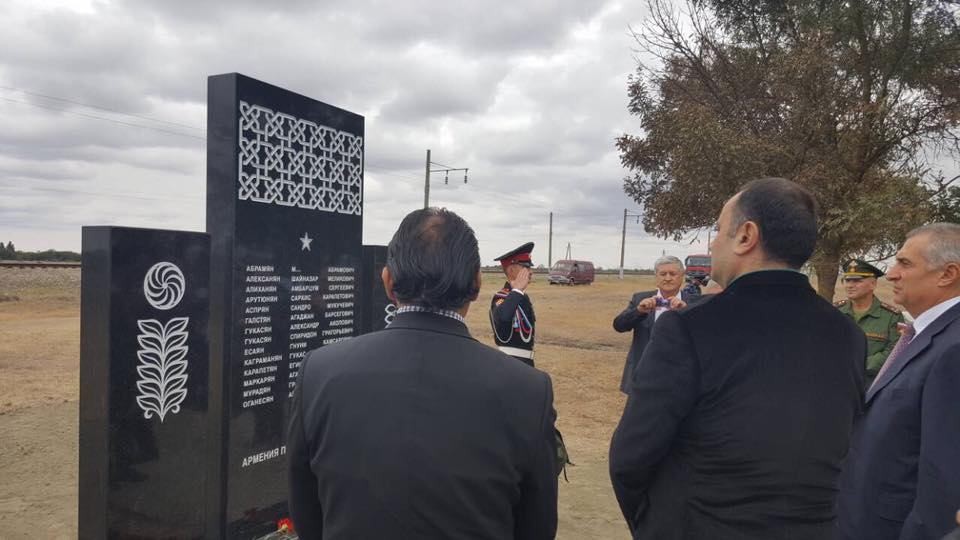
Памятник солдатам-красноармейцам

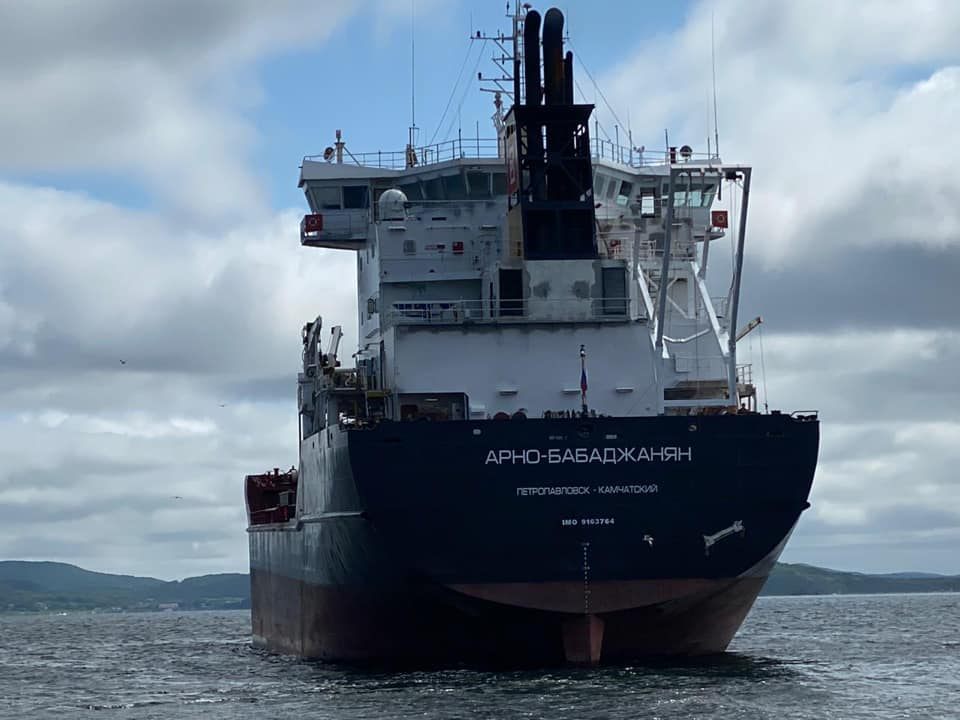
Присвоение трансокеанскому танкеру имени всемирно известного армянского композитора Арно Бабаджаняна.

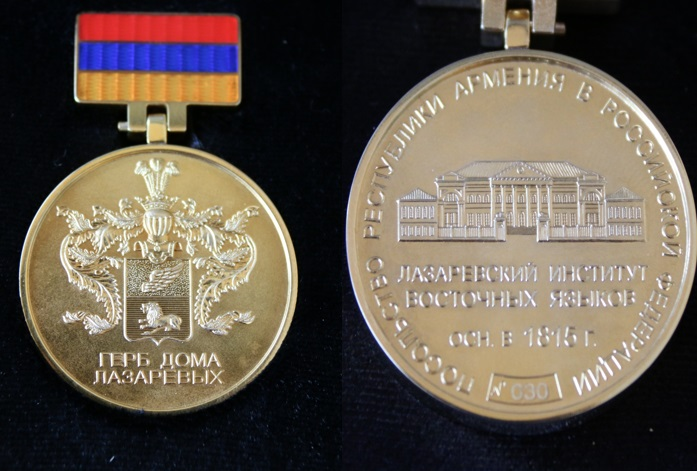
Памятная Лазаревская медаль Посольства Армении в России

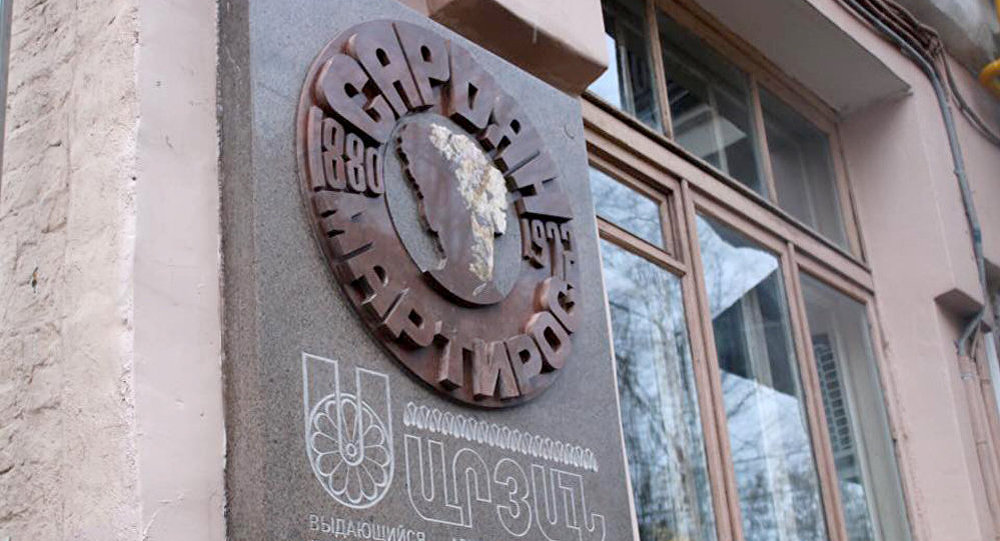
Мемориальная доска М. С. Сарьяну на фасаде дома по адресу: Карманицкий пер., 2/5, г. Москва (2017г.).

## Биография

### Образование
Вардан Тоганян в 1974-1984 гг. учился и окончил Ереванскую школу № 114 с английским уклоном. С 1984 по 1991 год учился на факультете истории Ереванского государственного университета (ЕГУ).
В течение обучения с 1986 по 1988 служил в рядах Советской армии. В 1988-1990 годах являлся одним из учредителей Армянского Студенческого Союза.
В 1996-1997 годах защитил кандидатскую диссертацию в Ереванском государственном университете и получил звание кандидата исторических наук. В 1998-2001 годах учился в докторантуре Института Социально-политических исследований Академии Наук РФ. Присвоена ученая степень доктора политических наук.

### Стажировки
С октября 1995 по апрель 1996 года проходил стажировку в Центре международных исследований в Осакском университете, Япония. С июня по август 2000 года проходил стажировку по Программе лидерства в Гарвардском университете, США.

### Трудовая деятельность
В 1991-1992 гг. – работал учителем истории в школе № 33, г. Ереван.
В 1992-1994 гг. – главный специалист Постоянного Представительства Республики Армения в России
В 1994-1995 гг. – Второй секретарь Посольства Армении в России
В 1996-1997 гг. – Первый секретарь Управления стран СНГ, МИД РА
В 1997-1998 гг. – Первый секретарь Посольства Армении в России
В 1998-2000 гг. – советник Посольства Армении в России
В 2001-2016 гг. – председатель Совета директоров ЗАО «Евразийская медиа группа»
В 2012-2016 годах являлся независимым членом Совета Директоров ОАО "Кинотехника", "Союзкнига", а также ОАО ЦНИБ "Центральный Научно-исследовательский институт бумаги" и ЗАО "Российские газеты".
Указом президента РА от 10 марта 2017 года назначен на должность Чрезвычайного и Полномочного посла Республики Армения в Российской Федерации.

### Дипломатический Ранг
- Чрезвычайный и Полномочный Посол (1 марта 2018 года)[4].

### Личная жизнь
Женат, имеет четверых детей.

## Другие данные
Владеет армянским, русским, английским и японским языками.

## Награды
- Орден Дружбы (20 декабря 2021 года, Россия) — за большой вклад в укрепление союзнических российско-армянских отношений[8]
- Награждён медалью «Адмирал Исаков» Министерства обороны Республики Армения (Указ Минобороны РА от 5 июня 2020 г.).

## Внешние видеофайлы и примечания
```
      

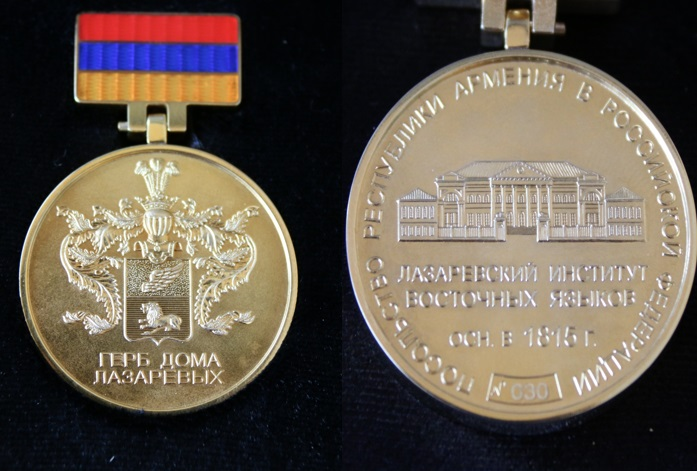

Интервью В.Тоганяна телеканалу РБК
 
https://www.youtube.com/watch?v=ecyvGx2FXjs
```